# 湯野田城
湯野田城（ゆのだじょう）は、佐賀県嬉野市嬉野町にあった日本の城（山城）。

## 概要
嬉野市にある標高111mの東端権現山に位置する。武雄や鹿島、彼杵を結ぶ要衝の地だった。
天文2年（1533年）、稲佐城の嬉野通久が当地に移って築城した。嬉野氏は初め有馬氏に属したが、天正4年（1576年）に嬉野直通が龍造寺氏の傘下に寝返り、この頃までには日守城を本拠としていた。